# 祝世宁
祝世宁（1949年12月—），男，原籍江苏镇江，生于江苏南京，中国功能材料学家，南京大学教授。现任南京大学物理系主任。

## 生平
1981年毕业于淮阴师范学院，1988年在南京大学获硕士学位，1996年在南京大学获博士学位。2007年当选中国科学院院士。